# YURA・YURA〜Vibration
「YURA・YURA〜Vibration」（ユラ・ユラ ヴァイブレーション）は1998年10月21日にリリースされたFayrayの2ndシングル。発売元はアンティノスレコード。

## 収録曲
全曲 作詞：井上秋緒、作曲・編曲：浅倉大介
1. YURA・YURA〜vibration
  - ブラスアレンジ：数原晋
2. NEON TETRA
3. YURA・YURA〜vibration（original backing track）

## 参加ミュージシャン
YURA・YURA〜vibration
- 浅倉大介：Programming & Keyboards
- 葛城哲哉：Guitar
- ボブ・ザング：Sax
- 数原晋：Trumpet
- 河合夕子：Chorus

NEON TETRA
- 浅倉大介：Programming & Keyboards
- 葛城哲哉：Guitar
- 斉藤久美：Chorus
- 吉川智子：Chorus
- 大滝裕子：Chorus

## タイアップ
- フジテレビ系「HEY!HEY!HEY! MUSIC CHAMP」エンディングテーマ（#1）

## テレビ出演
YURA・YURA〜Vibration
- 1998年10月24日 TBS系「CDTV」
- 1998年10月30日 テレビ朝日系「ミュージックステーション」
- 1998年放送日不明 日本テレビ系「ポケットミュージック」
- 1998年11月16日 フジテレビ系「HEY!HEY!HEY! MUSIC CHAMP」
- 1998年12月21日 フジテレビ系「HEY!HEY!HEY! MUSIC CHAMP 生のCHAMP X'mas II」

## 収録アルバム
YURA・YURA～Vibration
- 『CRAVING』
- 『DAynamite Mix Juice1-you know beat?-』
「YURA・YURA〜Vibration(RED MONSTER MIX)」